# パシオン川
パシオン川（パシオンがわ、Río la Pasión）は、グアテマラ共和国の北部低地地域を流れる河川である。アルタ・ベラパス県の丘陵地帯を源とする何本もの源流から成る。これら源流は北へと流れパシオン川を形成し西へと流れ、サリナス川と合流する。この二つの川の合流によってウスマシンタ川という大河となり、北へと流れ、最終的にメキシコ湾へ注ぎ込む。
パシオン川とその支流からなる水系は、ペテン県西部の広い地域を流域とし5,000平方キロメートルを越える。パシオン川流域は古典期に繁栄したマヤ文明の遺跡地帯として認知されており、この地域にある代表的なマヤの祭祀センター、または都市の遺跡は、ドス・ピラス、タマリンディート、アルタル・デ・サクリフィシオス、アグアテカ、セイバル、マチャキラーなどが挙げられる。